# Crip Camp
Pour plus de détails, voir Fiche technique et Distribution.
Crip Camp (Crip Camp: A Disability Revolution), sous-titré La Révolution des éclopés, est un documentaire américain réalisé et co-produit par Nicole Newnham et James LeBrecht, sorti en 2020. Barack et Michelle Obama en sont des producteurs exécutifs par l'intermédiaire de la société Higher Ground Productions (en),. 
Le documentaire décrit un camp de vacances pour handicapés appelé Camp Jened (en), situé dans l'état de New York, dans le contexte de la revendication pour les droits des handicapés dans les années 1970. Kitty Cone et Judy Heumann y apparaissent entre autres.
Crip Camp est présenté en première mondiale au Festival du film de Sundance le 23 janvier 2020, et il remporte le prix du public. Il sort ensuite le 25 mars 2020 sur Netflix et est bien reçu par les critiques. Il est nommé lors de la 93e cérémonie des Oscars.

## Fiche technique
- Titre français : Crip Camp : La Révolution des éclopés
- Réalisation : Nicole Newnham et James LeBrecht
- Musique : Bear McCreary
- Photographie : Justin Schein
- Société de production : Higher Ground Productions (en)
- Pays de production :  États-Unis
- Langue originale : anglais
- Durée : 106 minutes
- Dates de sortie : 
  - États-Unis : 23 janvier 2020 (Festival du film de Sundance)
  - Monde : 25 mars 2020 (Netflix)

## Distinctions
- Festival du film de Sundance 2020 : Prix du public
- Festival du film de Miami 2020 : Zeno Mountain Award [5]
- Guild of Music Supervisors Awards 2021 : GMZ Award pour la meilleure musique[5]
- Oscars 2021 : nomination pour l'Oscar du meilleur film documentaire